# تأثيرات التغير المناخي على البشر

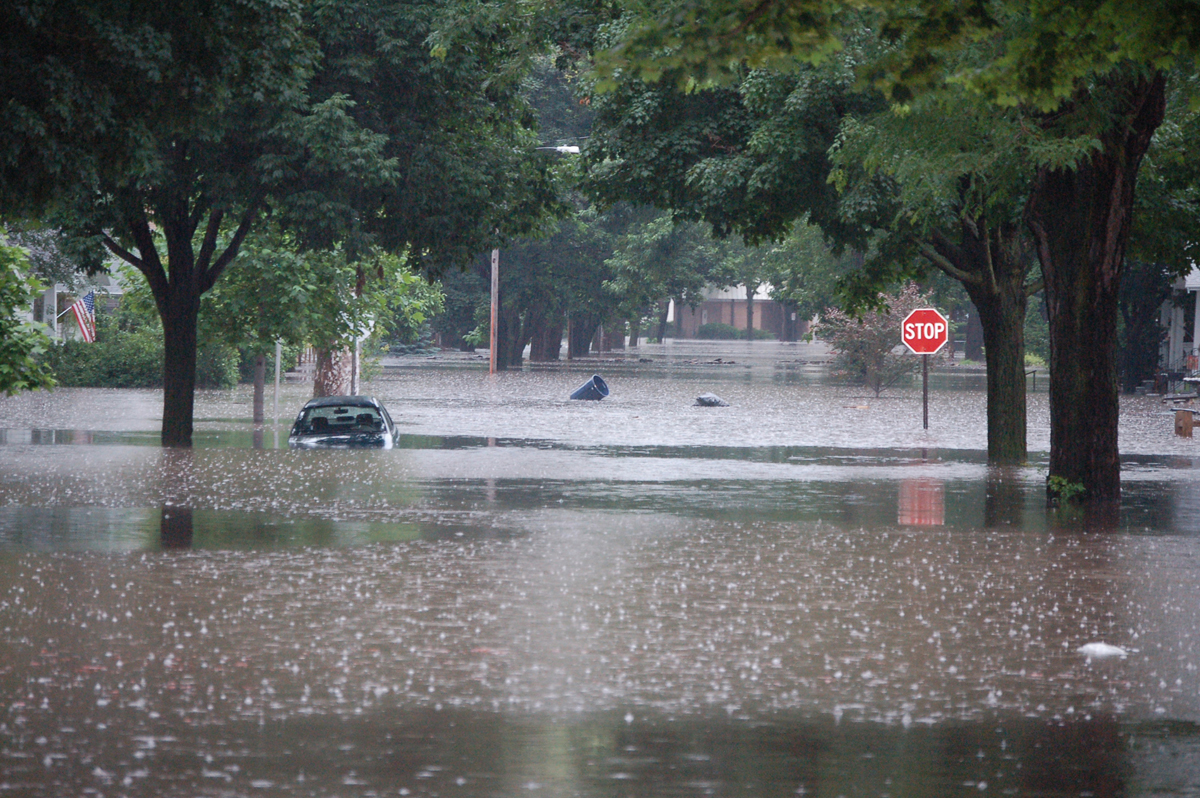

لقد تسبب التغير المناخي في حدوث تغيرات خطيرة وربما تكون دائمة في حالة كوكبنا الجيولوجية والبيولوجية والنظم البيئية. إن اللجنة الدولية المعنية بتغير المناخ (IPCC) تدعي الآن أن «هناك دليلًا جديدًا وأكثر قوة على أن معظم السخونة الملاحظة على مدار آخر 50 عامًا يمكن نسبتها إلى الأنشطة البشرية». وقد أدت هذه التغيرات إلى حدوث الكثير من المخاطر البيئية تجاه صحة الإنسان، مثل نضوب طبقة الأوزون، فقدان التنوع الحيوي، الضغوط على الأنظمة المنتجة للغذاء وانتشار الأمراض المعدية بشكل عالمي. فقد قدرت منظمة الصحة العالمية (WHO) وقوع 160000 حالة وفاة منذ 1950 مرتبطة بصورة مباشرة بالتغيرات المناخية. والكثير يعتقدون أن هذه تقديرات محافظة. لقد أشار بحث أجري في معهد هوفر بواسطة الاقتصادي توماس مور (Thomas Moore) إلى أن الاحتباس الحراري العالمي سيؤدي إلى ارتفاع معدلات الوفيات في الولايات المتحدة.
وإلى الآن يوجد مظهر مهمل من مظاهر مشكلة التغيرات المناخية؛ فقد تم إجراء قدر أقل من البحوث حول تأثيرات التغير المناخي على الصحة ووفرة الطعام والنمو الاقتصادي والهجرة والأمن والتغير الاجتماعي والمنافع العامة مثل مياه الشرب مقارنةً بتلك الأبحاث التي أجريت حول التغيرات الجيوفيزيائية المرتبطة بالاحتباس الحراري العالمي. إن تأثيرات البشر ربما تكون إيجابية وسلبية على حد سواء. فتغيرات المناخ في إقليم سيبيريا على سبيل المثال يتوقع أن تحسن من إنتاج الطعام وأنشطة الاقتصاد المحلي، وذلك على المدى القصير إلى المتوسط على الأقل. ولكن العديد من الدراسات أشارت إلى أن الآثار الحالية والمستقبلية للتغير المناخي على الإنسان والمجتمع سلبية وستظل سلبية بصورة سائدة.
فغالبية الآثار العكسية للتغير المناخي تعاني منها المجتمعات الفقيرة وذات الدخل المنخفض حول العالم، والتي تتميز بمستويات كبيرة من التعرض للعوامل البيئية المؤثرة المتمثلة في الصحة والثروة والعناصر الأخرى، بالإضافة إلى مستويات منخفضة من القدرة المتوفرة للتأقلم مع التغير المناخي. لقد أظهر أحد التقارير حول التأثير البشري على تغير المناخ والذي صدر عن المنتدى الإنساني العالمي عام 2009 يتضمن رسمًا حول العمل الذي تم من قبل منظمة الصحة العالمية في فترة مبكرة من ذلك العقد أن الدول النامية تعاني من 99% من الخسائر المنسوبة إلى التغير المناخي.[بحاجة لمصدر] ولقد أثار هذا أيضًا تساؤلاً حول العدالة المناخية حيث إن أكثر 50 دولة نامية حول العالم لا تعدّ مسؤولة عن أكثر من 1% من انبعاثات الغازات المسببة للاحتباس الحراري والتي تتسب في ظاهرة الاحتباس الحراري العالمية.
وبسبب قلة الأبحاث التي أجريت حول التأثيرات البشرية على التغير المناخي وبسبب صعوبة التفرقة بين تأثير التغير المناخي والعناصر الأخرى المساهمة؛ فإن الإحصاءات التي ترتبط بالتأثيرات البشرية على التغير المناخي بها هوامش كبيرة من عدم الدقة.[بحاجة لتوضيح] وعلى المستوى العالمي بوجه خاص، فإن كثيرًا من البيانات الإحصائية حول التأثير البشري على التغير المناخي يجب أن يعدّ مؤشرًا على القيمة الأسية للتأثير.[بحاجة لتوضيح]
وبالرغم من أنه لم يكن هناك بحث (ومناقشة مرتبطة بالسياسة) حول تأثير الإنسان على التغير المناخي، إلا أن عددًا من المنظمات تبرز ملف هذه القضية من خلال تنظيم لقاءات عالية المستوى ونشر تقارير حول الموضوع. وهذه المنظمات تتضمن منظمة أوكسفام وبرنامج الأمم المتحدة الإنمائي وبرنامج الأمم المتحدة للبيئة ومنظمة الصحة العالمية والمفوضية العليا للأمم المتحدة لحقوق الإنسان والمفوضية العليا للأمم المتحدة لشؤون اللاجئين (UNHCR) ومكتب تنسيق الشؤون الإنسانية والمنتدى الإنساني العالمي ومؤسسة كير الدولية ومنظمة السلام الأخضر وشركة مابلكروفت والبنك الدولي والاتحاد الدولي لجمعيات الصليب الأحمر والهلال الأحمر.

## البيئة
يمكن للتغير المناخي التأثير بصورة مأساوية على تدمير البيئة؛ على سبيل المثال فإن الظروف الجدبة ربما تتسبب في انهيار الغابات المطيرة كما حدث في الماضي. التغير المناخي يتميز بنطاق واسع من المخاطر على صحة الأشخاص - وهي مخاطر سوف تزداد في العقود القادمة وغالبًا ستصل إلى مستويات خطيرة، في حالة استمرار تغير المناخ في مساره الحالي.[3] وتتضمن الفئات الثلاث الأساسية للمخاطر الصحية: (أ) التأثير المباشر (على سبيل المثال نتيجة لـلموجات الساخنة وتلوث الهواء على نطاق واسع والكوارث الجوية الطبيعية)، و (ب) التأثيرات التي تحدث نتيجة للتغيرات المناخية المتعلقة بالنظم والعلاقات البيئية (على سبيل المثال المحاصيل الزراعية والناموس وعلم البيئة والإنتاج البحري) و (ج) التوابع الأكثر انتشارًا (غير المباشرة) المرتبطة بالإفقار والنزوح والصراع على الموارد (على سبيل المثال المياه) ومشكلات الصحة العقلية التالية للكوارث.
وبناءً على ذلك فإن التغير المناخي يهدد بأن يقلل أو يعوق أو يعكس التقدم العالمي تجاه تقليل الأطفال الذين يعانون من سوء التغذية والوفيات الناتجة عن مرض الإسهال وانتشار غيره من الأمراض المعدية. ويعمل التغير المناخي بصورة سائدة من خلال زيادة حدة المشكلات الصحية الموجودة والهائلة غالبًا، خاصة بالمناطق الفقيرة من العالم. إن لحالات تنوع الثروات المعاصرة العديد من التأثيرات العكسية على صحة الأشخاص الفقراء بالدول النامية [9] وهذه التأثيرات من المحتمل أن «تتضاعف» هي الأخرى من خلال الضغوط الإضافية للتغير المناخي

## الصحة
التغير المناخي يتميز بنطاق واسع من المخاطر على صحة الأشخاص - وهي مخاطر سوف تزداد في العقود القادمة وغالبًا ستصل إلى مستويات خطيرة، في حالة استمرار تغير المناخ في مساره الحالي. وتتضمن الفئات الثلاث الأساسية للمخاطر الصحية: (أ) التأثير المباشر (على سبيل المثال نتيجة الموجات الساخنة وتلوث الهواء على نطاق واسع والكوارث الجوية الطبيعية)، و (ب) التأثيرات التي تحدث نتيجة للتغيرات المناخية المتعلقة بالنظم والعلاقات البيئية (على سبيل المثال المحاصيل الزراعية والناموس وعلم البيئة والإنتاج البحري) و (ج) التوابع الأكثر انتشارًا (غير المباشرة) المرتبطة بالإفقار والنزوح والصراع على الموارد (على سبيل المثال المياه) ومشكلات الصحة العقلية التالية للكوارث.
وبناءً على ذلك فإن التغير المناخي يهدد بأن يقلل أو يعوق أو يعكس التقدم العالمي تجاه تقليل الأطفال الذين يعانون من سوء التغذية والوفيات الناتجة عن مرض الإسهال وانتشار غيره من الأمراض المعدية. ويعمل التغير المناخي بصورة سائدة من خلال زيادة حدة المشكلات الصحية الموجودة والهائلة غالبًا، خاصة بالمناطق الفقيرة من العالم. إن لحالات تنوع الثروات المعاصرة العديد من التأثيرات العكسية على صحة الأشخاص الفقراء بالدول النامية  وهذه التأثيرات من المحتمل أن «تتضاعف» هي الأخرى من خلال الضغوط الإضافية للتغير المناخي.
ومن ثّم فإن المناخ المتغير يؤثر سلبًا على متطلبات صحة الأفراد: وهي الهواء والماء النقي والطعام الكافي والعوائق الطبيعية لعوامل العدوى المرضية والمأوى المناسب والآمن. فالمناخ الحار والمتغير يؤدي إلى مستويات مرتفعة من بعض ملوثات الهواء وزيادة تكرار الحوادث المرتبطة بالطقس المتطرف. حيث يزيد من معدلات ونطاقات نقل الأمراض المعدية من خلال الماء غير النظيف والطعام الملوث وبالتأثير في الكائنات ناقل (مثل الناموس) وفصائل المضيف المتوسط والمستودع التي تأوي العامل المعدي (مثل الماشية والخفافيش والقوارض). إن التغيرات التي تطرأ على درجات الحرارة وسقوط الأمطار الموسمية تعرض الإنتاج الزراعي في العديد من المناطق للخطر بما يتضمن بعضًا من البلدان الأقل تطورًا؛ وذلك يشكل مخاطر على حياة الأطفال ونموهم والصحة العامة والقدرة الوظيفية للبالغين. ومع استمرار تزايد ارتفاع الحرارة، فإن خطورة الكوارث المرتبطة بالطقس (وبالطبع تكرارها) ستزداد - ويبدو أن هذا قد حدث بالفعل في عدد من المناطق حول العالم خلال العقود الماضية العديدة. ونتيجة لذلك وعلى سبيل الخلاصة فإن ظاهرة الاحتباس الحراري العالمي بالإضافة إلى التغيرات التي تطرأ على موارد الطعام والماء؛ يمكن بصورة غير مباشرة أن تزيد من نطاق نتائج الحالة الصحية العكسية بما في ذلك سوء التغذية والإسهال والإصابات والوعاء القلبي وأمراض الجهاز التنفسي والأمراض المنقولة عن طريق الماء والحشرات.
إن لتفاوت الرعاية الصحية والتغيرات المناخية تأثيرًا كبيرًا على صحة الإنسان وجودة الحياة وتعدّان متصلتين من خلال العديد من الطرق. أشار تقرير مفوضية منظمة الصحة العالمية للعوامل المحددة للصحة الاجتماعية إلى أن المجتمعات الفقيرة عرضة لتحمل حصة غير متكافئة من عبء التغير المناخي بسبب تعرضها المتزايد وقابليتها لمواجهة تهديدات صحية. فأكثر من 90 بالمائة من وفيات الملاريا والإسهال تنقل بواسطة أطفال يبلغون من العمر 5 سنوات أو أقل وغالبًا ما يكونون في الدول النامية. وتتضمن المجموعات التي تتأثر بدرجة خطيرة النساء والكبار والأشخاص الذين يعيشون في ولايات الجزر النامية الصغيرة والأقاليم الساحلية الأخرى والمدن الضخمة أو المناطق الجبلية.
التغير المناخي يمكن أن يؤدي إلى زيادة بالغة في انتشار مختلف الأمراض المعدية. وبداية من منتصف السبعينيات، كان هناك «ظهور وانتعاش وإعادة توزيع للأمراض المعدية». والأسباب التي أدت إلى ذلك على الأرجح متعددة حيث تعتمد على عناصر اجتماعية وبيئية ومناخية متنوعة، ولكن العديد يزعمون أن «انتشار المرض المعدي ربما يكون واحدًا من التفسيرات البيولوجية المبكرة لعدم الاستقرار المناخي». وعلى الرغم من أن العديد من الأمراض المعدية تأثرت بالتغيرات التي طرأت على المناخ، إلا أن الأمراض المنقولة بواسطة النواقل مثل الملاريا وحمى الضنك واللشمانيات تمثل أقوى علاقة سببية. فالملاريا بالتحديد التي تقتل ما يقرب من 300000 طفل سنويًا تشكّل أكبر تهديد وشيك.

### الملاريا
الملاريا على وجه الخصوص تعدّ سريعة التأثر بالتغيرات التي تطرأ على البيئة حيث إن كلاً من العامل المسبب للمرض (المتصورات) وناقله (الناموس) يفتقدان للآلية الضرورية لضبط درجة الحرارة الداخلية ومستويات السوائل. وهذا يقتضي ضمنًا أن هناك نطاقًا محددًا من الظروف المناخية والتي يمكن في ظلها للعامل المسبب للمرض والناقل أن يعيشا ويتكاثرا وينقلا العدوى للكائنات المضيفة. الأمراض المنقولة بناقل مثل الملاريا تتميز بخصائص فريدة تحدد القدرة على نقل الأمراض. وهذه تتضمن: معدل تكاثر وإنتاج الناقل ومستوى نشاط الناقل (على سبيل المثال معدل القرص أو التغذية) ومعدل تطور وتكاثر العامل المسبب للمرض داخل الناقل أو المضيف. وهذه تعتمد على الظروف المناخية مثل الحرارة والترسب والرطوبة.

#### درجة الحرارة
راجع: أمراض الحرارة
تبلغ درجة الحرارة المثالية للناموس الحامل للملاريا 15 إلى 30 درجة مئوية. وتمارس درجة الحرارة تأثيرات متنوعة على معدلات بقاء وتكاثر الناموس. فإذا كانت درجة الحرارة الأولية مرتفعة، فإن ارتفاع درجة الحرارة المتوسطة مصاحبًا لظاهرة الاحتباس الحراري العالمي يمكن أن يقلل من معدل بقاء وتكاثر الناموس.

#### الترسب والرطوبة
كما أن الناموس كائنات حساسة بدرجة كبيرة تجاه التغيرات التي تطرأ على الترسب والرطوبة. فالزيادة في الترسب يمكن أن تزيد من أعداد الناموس بصورة مباشرة من خلال توسعة نطاق البيئة اليرقانية والإمداد بالطعام. ورغم ذلك فإن الناموس شديد الاعتماد على الرطوبة حيث يعيش في معدل رطوبة يتراوح من 55 إلى 80% فقط.[بحاجة لمصدر]

#### ظروف الطقس المتطرفة
غالبًا ما تصاحب الأمراض المعدية حالات الطقس المتطرف مثل الفيضانات والزلازل والجفاف. إذ تحدث هذه الأوبئة المحلية بسبب فقدان البنية الأساسية مثل المستشفيات والخدمات الصحية العامة، بل أيضًا بسبب التغيرات التي تطرأ على النظام البيئي المحلي والبيئة. على سبيل المثال فإن حالات ظهور الملاريا ترتبط بقوة بظاهرة دوائر إلنينو بعدد من البلدان (الهند وفنزويلا على سبيل المثال). إلنينو قد تؤدي إلى حدوث تغيرات وإن كانت مؤقتة ولكنها قاسية في البيئة مثل تأرجح درجات الحرارة والفيضانات المفاجئة. وعلاوة على ما سبق، فمع وجود ظاهرة الاحتباس الحراري العالمي كان هناك ميل ملحوظ تجاه طقس أكثر تنوعًا وشذوذًا. وقد أدى هذا إلى زيادة عدد أحداث الطقس المتطرفة وحدتها. وهذا الميل نحو مزيد من التنوع والتأرجح ربما يعدّ أكثر أهمية، وذلك من ناحية تأثيراته على الصحة البشرية مقارنةً بالميل التدريجي طويل الأمد نحو ارتفاع متوسط في درجات الحرارة.

#### العوامل المحددة غير المناخية
كما يمكن للمرء أن يتوقع، فإن المناخ ليس عنصر التحديد الوحيد في انتشار الملاريا. فثمة مجموعة متنوعة من المؤثرات الاجتماعية الجغرافية والبيئية تحدد خصائص هذا المرض أيضًا. وتتضمن العوامل الاجتماعية الجغرافية على سبيل المثال لا الحصر: نماذج الهجرة البشرية والسفر وفعالية الصحة العامة والبنية التحتية الطبية في السيطرة على المرض وعلاجه ومدى انتشار مضادات الملاريا مقاومة الدواء والحالة الصحية الأساسية للسكان الخاضعين للدراسة. وتتضمن العوامل البيئية: التغيرات في استخدام الأرض (مثل إزالة الغابات) وتوسع مشروعات الزراعة وتنمية الموارد المائية (والتي تميل إلى زيادة مواطن تربية الناموس) والميل بوجه عام إلى التمدن (ونعني بهذا زيادة تركيز الكائنات البشرية المضيفة). يزعم «باتز» (Patz) و«أوسلون» (Olson) أن هذه التغيرات في العناصر الطبيعية يمكن أن تغير الطقس المحلي أكثر من تغير المناخ على المدى الطويل. على سبيل المثال، فإن إزالة الغابات وزراعة المستنقعات الطبيعية في المرتفعات الإفريقية أنشأت ظروفًا مناسبة لبقاء يرقات الناموس وأدت بصورة جزئية إلى الإصابة بالملاريا. إن تأثيرات هذه العناصر غير المناخية تعقد الأمور وتصنع علاقة سببية مباشرة بين تغير المناخ والملاريا يصعب إثباتها. وليس من المرجح بصورة كبيرة أن يحدث المناخ أثرًا معزولاً.

#### النموذج المستقبلي
يتضمن النموذج التنبؤ بالمدى والتوزيع الجغرافي وخصائص عنصر معين (الملاريا في هذه الحالة) خلال فترة زمنية. هذه النماذج تعدّ مهمة في إعداد استجابة صحية عامة مناسبة لمواجهة حالات تفشي المرض المعدي في المستقبل. إن وضع نموذج خاص بالملاريا يعدّ أمرًا معقدًا على وجه الخصوص في ظل الشكلين المختلفين الشائعين من العوامل المسببة للمرض (المتصورة المنجلية والمتصورة النشطة) والعديد من فصائل الناموس السائدة الإقليمية. ومن ثم يجب أن تتضمن هذه النماذج مجموعة متنوعة من العناصر تتضمن: التغيرات التي يحدثها الإنسان في المناخ (على سبيل المثال درجة الحرارة والترسب والرطوبة) والعناصر البيئية (على سبيل المثال الجفاف وإزالة الغابات) وعناصر المرض (على سبيل المثال معدل نمو الطفيليات وعدد النواقل ومقاومة الدواء) وعناصر أخرى (على سبيل المثال تغير حالة المناعة لدى المضيف وانتشار المرض في مناطق جديدة). وتظهر النماذج المتنوعة بصورة متحفظة أن مخاطر تعرض الأفراد الذين يعيشون في البلدان النامية للملاريا سوف يزيد من 5 إلى 15% بحلول عام 2100 بسبب التغير المناخي. ففي إفريقيا وحدها وطبقًا لمشروع MARA (تحديد خطر الملاريا في إفريقيا) ، توجد زيادة متوقعة بنسبة 16 إلى 28% لتعرض الأفراد شهريًا لمرض الملاريا بحلول عام 2100.

### استجابة الصحة العامة
في الوقت الحالي، لا يوجد دليل يجعلنا نقترح أن البدء السريع للتغير المناخي آخذ في الهبوط. فحتى إذا تمكنا بمعجزة من وقف جميع انبعاثات غازات الاحتباس الحراري، فسنظل نواجه التغيرات المحتملة غير القابلة للتحول التي تسببنا فيها بأنفسنا. ومن ثَمّ فمن الضروري التأقلم على هذه الظروف المتغيرة. ستكون استجابتنا تفاعلية واستباقية على حد سواء ويجب أن تتم على عدة مستويات (تشريعية وهندسية وسلوكية شخصية). واستجابة لمرض الملاريا سنحتاج على سبيل المثال إلى تحسين جودة الخدمات الصحية وسهولة الوصول إليها وتحديد مدى الاستجابة تجاه المجتمعات المعرضة للخطر واستهدافها وتحسين قدرتنا على وضع النماذج والرقابة وتطبيق حملات توعية عامة على مستوى واسع.

## المياه
مع زيادة سخونة المناخ، فإنها تغير طبيعة سقوط الأمطار والتبخر والثلوج وتدفق ينابيع المياه والعناصر الأخرى التي تؤثر في وفرة المياه وجودتها على مستوى العالم. تعدّ موارد الماء العذب شديدة الحساسية تجاه التغيرات التي تطرأ على الطقس والمناخ. فالتغير المناخي من المتوقع أن يؤثر على توفر المياه. ففي المناطق التي تعتمد فيها كمية مياه الأنهار والجداول على ذوبان الثلوج، تؤدي زيادة درجات الحرارة إلى زيادة نسبة الترسبات الساقطة على هيئة أمطار بدلاً من الثلج، مما يؤدي للوصول إلى الحد الأقصى السنوي الربيعي لسريان المياه بشكل مفرط في فترة مبكرة من العام. وهذا قد يؤدي إلى احتمالية حدوث فيضان شتوي وتقليل معدل تدفق المياه في الأنهار في الفترة المتأخرة من الصيف. ويؤدي ارتفاع منسوب البحار إلى دخول المياه المالحة إلى المياه العذبة الجوفية وجداول المياه العذبة. وهذا يقلل كمية المياه العذبة المتوفرة للشرب والزراعة. وتؤثر أيضًا درجات المياه الأكثر حرارة على جودة المياه وتزيد من سرعة تلوث المياه.

## النزوح/الهجرة
يؤدي تغير المناخ إلى نزوح الأفراد من خلال العديد من الطرق وأكثرها وضوحًا، ومأساوية، ما يكون بسبب زيادة عدد وخطورة الكوارث المتعلقة بالطقس والتي تدمر المنازل والمساكن مما يدفع الأفراد إلى البحث عن مأوى أو أماكن للعيش بمكان آخر. إن ظاهرة البداية البطيئة التي تتضمن تأثيرات التغير المناخي مثل التصحر وارتفاع منسوب البحار يؤدي تدريجيًا إلى تدمير أسباب المعيشة وتجبر المجتمعات على التخلي عن أوطانها التقليدية لتذهب إلى بيئات أكثر ملاءمة. ويحدث هذا حاليًا في مناطق الساحل الإفريقي وحزام مناطق المناخ شبه الجاف الذي يمتد حول القارة أسفل صحرائها الشمالية تمامًا. ويمكن أن تؤدي البيئات المتدهورة نتيجة للتغير المناخي إلى مزيد من الصراعات حول الموارد والتي قد تؤدي بدورها إلى نزوح الأفراد.
وأما الأحداث البيئية المتطرفة فيتم النظر إليها بصورة متزايدة باعتبارها السبب الرئيسي للهجرة عبر العالم. فطبقًا لمركز مراقبة النزوح الداخلي (Internal Displacement Monitoring Centre)، فإن أكثر من 42 مليون شخص نزحوا من منطقة آسيا والمحيط الهادئ خلال عامي 2010 و2011، وهذا يزيد عن
ضعف سكان سريلانكا. وتتضمن هذه الأرقام أولئك الذين نزحوا بسبب العواصف والفيضانات وموجات الحر والبرد. ولا يزال هناك آخرون نزحوا بسبب الجفاف وارتفاع منسوب البحار. ومعظم هؤلاء الأفراد أجبروا على ترك منازلهم وفي النهاية عادوا عندما
تحسنت الظروف، ولكن عددًا غير محدد أصبح في عداد المهاجرين، وهذا داخل بلادهم في العادة، إلا أن هناك أيضًا من هاجروا عبر الحدود القومية.
تعدّ منطقة آسيا والمحيط الهادئ أكثر مناطق العالم ميلاً لحدوث الكوارث الطبيعية، وذلك من ناحية العدد الإجمالي للكوارث والأشخاص المتضررين على حد سواء. حيث تتعرض تلك المنطقة بدرجة كبيرة للتأثيرات المناخية وتعدّ موطنًا لمجموعات سكانية معرضة للمخاطر بدرجة كبيرة تعدّ فقيرة ومهمشة بصورة غير متساوية. وقد أشار تقرير صدر عن بنك التنمية الآسيوي مؤخرًا إلى «المناطق الخطرة بيئيًا» والتي تمثل مخاطر خاصة لحدوث فيضانات وزوابع وأعاصير التايفون وزيادة ضغط المياه.
ومن أجل تقليل الهجرات الإجبارية بسبب سوء الأوضاع البيئية وتعزيز عودة المجتمعات المعرضة للمخاطر، يجب على الحكومات أن تتبنى سياسات وتضخ موارد التمويل من أجل توفير الحماية الاجتماعية وتنمية أسباب المعيشة وتطوير البنية التحتية الحضرية الأساسية
وإدارة مخاطر الكوارث. ورغم أن كافة الجهود يجب أن تبذل للتأكيد على إمكانية بقاء الأفراد في المناطق التي يعيشون فيها، فمن المهم أيضًا إدراك أن الهجرة يمكن أن تكون هي الأخرى طريقة للأفراد للتأقلم مع التغيرات البيئية. ففي حالة إدارتها بطريقة صحيحة وبذل الجهود لحماية حقوق المهاجرين، يمكن أن توفر الهجرة منافع مستدامة بالنسبة للمنطقة الأصلية والوجهة المنشودة كذلك بالإضافة إلى المهاجرين أنفسهم. ولكن المهاجرين - خاصة منخفضي المهارات - يعدّون من بين أكثر
الأفراد تضررًا في المجتمع وغالبًا ما يحرمون من وسائل الحماية الأساسية وإمكانية الوصول إلى الخدمات.
إن الروابط بين التدهور البيئي التدريجي الناتج عن التغير المناخي والنزوح تعدّ معقدة: حيث إن قرار الهجرة يؤخذ على مستوى أفراد الأسرة ومن الصعب قياس مدى التأثير المعين للتغير المناخي في هذه القرارات باعتبار العناصر المؤثرة الأخرى؛ مثل خيارات الفقر أو النمو السكاني أو التوظيف. وهذا يحدث جدلاً حول الهجرة البيئية في مجال عالي التنافس: ورغم أن مصطلح «اللاجئ البيئي» يشيع استخدامه في بعض السياقات إلا أنه لا ينصح به من قبل بعض الوكالات مثل المفوضية العليا للأمم المتحدة لشؤون اللاجئين (UNHCR) والتي أشارت إلى أن مصطلح «لاجئ» يخضع لتعريف قانوني صارم لا ينطبق على المهاجرين البيئيين. لا تتضمن اتفاقية الأمم المتحدة المبدئية بشأن التغير المناخي ولا اتفاقية كيوتو التابعة لها، والتي تعدّ اتفاقية دولية حول التغير المناخي، أي شروط مرتبطة بالمساعدة أو الحماية المحددة لمن سيتأثرون بشكل مباشر بالتغير المناخي.

## الأمن
عادة ما تكون الصراعات شديدة التعقيد بالإضافة إلى العديد من الأسباب القائمة على بعضها البعض، والتي يُشار إليها غالبًا بالمصطلح «حالات الطوارئ المعقدة». فلدى التغير المناخي القدرة على زيادة حدة مظاهر التوتر القائمة أو خلق توترات جديدة - حيث يعدّ أداة مضاعفة للتهديدات. بل ربما يمثل عاملاً محفزًا للصراع العنيف ومصدرًا لتهديد الأمن العالمي.
لقد عقد مجلس الأمن التابع للأمم المتحدة مناقشته الأولى على الإطلاق حول التغير المناخي عام 2007، حيث كانت الروابط بين التغير المناخي والأمن موضوعًا للعديد من التقارير عالية الأهمية منذ عام 2007 من قبل رموز أمنية رائدة بالولايات المتحدة والمملكة المتحدة والاتحاد الأوروبي. كما تنظر مجموعة G77 المؤلفة من الدول النامية إلى التغير المناخي باعتباره تهديدًا أمنيًا كبيرًا يتوقع أن يضرب الدول النامية على وجه التحديد بقوة.
وتعدّ الروابط بين تأثير الإنسان على التغير المناخي وتهديد العنف والصراع المسلح مهمة على وجه الخصوص نظرًا لأن الظروف العديدة المسببة لعدم الاستقرار تتأثر هي الأخرى تلقائيًا.

## التأثيرات الاجتماعية
إن توابع التغير المناخي والفقر ليست موزعة بالتساوي بين المجتمعات. فالعوامل الفردية والاجتماعية مثل الجنس (النوع) والعمر والتعليم والعرق والموقع الجغرافي واللغة تؤدي إلى مستوى مختلف من قابلية التعرض للخطر والقدرة على التكيف مع تأثيرات التغير المناخي. إن تأثيرات التغير المناخي مثل الجوع والفقر والأمراض مثل الإسهال والملاريا تؤثر بصورة غير متساوية على الأطفال؛ بمعنى أن 90 في المائة من وفيات الملاريا والإسهال تقع بين الأطفال الصغار.

## وصلات خارجية
- المنتدى الإنساني العالمي
- حملة Tck Tck Tck للعدالة المناخية
- مكتب المفوضة العليا لحقوق الإنسان والتغير المناخي
- مكتب المفوضية العليا لشؤون اللاجئين والتغير المناخي
- مركز معلومات التغير المناخي التابع لمؤسسة كير الدولية
- مركز مناخ الصليب الأحمر/الهلال الأحمر
- التغير المناخي وصحة الإنسان في منظمة الصحة العالمية
- الإستراتيجية الدولية لتقليل الكوارث ومخاطرها والتغير المناخي